# Fausto de Bizancio
Fausto de Bizancio (en armenio, Փավստոս Բուզանդ; en latín, Pavstos Buzand) fue un historiador armenio del siglo V. 
Escribió una obra de historia de seis volúmenes, de los cuales los dos primeros se han perdido. Fausto describió con detalle el reinado de Arsaces II y de su hijo Pap de Armenia. Se le atribuyen los fundamentos de los conocimientos sobre la Armenia cristiana desde 317 a 387, escritos en griego.